# Denmark Open 1972
Die Denmark Open 1972 im Badminton fanden vom 13. bis zum 16. März 1972 in Kopenhagen statt. 

## Finalergebnisse
| Disziplin    | Sieger                              | Finalist                         | Ergebnis            |
| ------------ | ----------------------------------- | -------------------------------- | ------------------- |
| Herreneinzel | Svend Pri                           | Ippei Kojima                     | 15-9, 15-5          |
| Dameneinzel  | Eva Twedberg                        | Noriko Nakayama                  | 11-4, 11-6          |
| Herrendoppel | Ng Boon Bee Punch Gunalan           | Bandid Jaiyen Sangob Rattanusorn | 15-6, 15-6          |
| Damendoppel  | Noriko Nakayama Hiroe Yuki          | Machiko Aizawa Etsuko Takenaka   | 15-11, 11-15, 17-15 |
| Mixed        | Wolfgang Bochow Marieluise Wackerow | Svend Pri Ulla Strand            | 15-7, 13-15, 15-10  |